# Sidi Bu Temín
Sidi Bu Temín (en árabe: سيدي بوتميم‎, en francés: Sidi Boutmim) es un municipio marroquí en la región de Tánger-Tetuán-Alhucemas. Desde 1912 hasta 1956 perteneció a la zona norte del Protectorado español de Marruecos.